# Pärlor för svin (tecknad serie)
Pärlor för svin (Pearls Before Swine i original) är en amerikansk tecknad humorserie för dagspress, skriven och tecknad av Stephan Pastis. Den började publiceras i amerikanska dagstidningar i början av 2000-talet.
Serien kretsar kring fyra antropomorfiska djur: Den narcissistiska Råttan, den vänliga men naiva Grisen, den intellektuella Geten, samt Zebran, vars liv mest kretsar kring att undvika olika rovdjur. Serien har blivit kontroversiell för sin mörka humor och maskerade sexuella referenser. Pärlor för svin kan sägas vara en slags metaserie då seriefigurerna ofta verkar vara medvetna om att de är karaktärer i en seriestripp. Serien skämtar dessutom ofta med seriemediet.